# Arena (film, 2009)
Pour les articles homonymes, voir Arena.
Pour plus de détails, voir Fiche technique et Distribution.
Arena est un film portugais réalisé par João Salaviza, sorti en 2009.

## Synopsis
Un jeune homme est agressé et volé par trois enfants de son quartier et essaie de les retrouver.

## Fiche technique
- Titre : Arena
- Réalisation : João Salaviza
- Scénario : João Salaviza
- Photographie : Vasco Viana
- Montage : João Salaviza
- Production : François d'Artemare et Maria João Mayer
- Société de production : Filmes do Tejo et Radiotelevisão Portuguesa
- Pays :  Portugal
- Genre : Drame
- Durée : 15 minutes
- Dates de sortie : 
  -  Portugal : 17 septembre 2009

## Distribution
- Carloto Cotta : Mauro
- Rodrigo Madeira : Alemão
- Rafael Sardo : un enfant
- Cláudio Rosa : un enfant

## Distinctions
Le film a reçu la Palme d'or du court métrage lors du festival de Cannes 2009.